# Bahnhof Moschheim
Der Bahnhof Moschheim ist der Bahnhof in Moschheim im Westerwaldkreis in Rheinland-Pfalz.

## Hintergrund
Der Bahnhof Moschheim ging gemeinsam mit dem Abschnitt der Westerwaldquerbahn zwischen dem alten Bahnhof Montabaur und dem Bahnhof Westerburg im Jahre 1910 in Betrieb. Er diente sowohl dem Personenverkehr als auch dem Güterverkehr, insbesondere der Tonverladung, weshalb sich am Bahnhof auch noch immer eine Verladerampe befindet. Im Bahnhofsgebäude befand sich ein Wartezimmer, ein mechanisches Stellwerk und ein Fahrkartenschalter.
Die Westerwaldquerbahn zwischen Montabaur und Wallmerod ist im Güterverkehr noch immer im Betrieb, wobei am Bahnhof Moschheim jedoch keine Verladung mehr stattfindet. Er wird ohne Halt passiert.
Im September 2005 hielt erstmals seit 1981 wieder ein Personenzug in Moschheim, es handelte sich um eine durch die IG Westerwaldquerbahn e V initiierte Sonderfahrt aufgrund des Schustermarkts in Montabaur.
Das Bahnhofshaus, welches heute in Privatbesitz ist, diente nach der Einstellung des Personenverkehrs zu Anfangs als dauerhaft genutztes Wohnhaus, heute ist es eine Ferienwohnung.